# Heidi Tübinger
Heidi Tübinger (* 1936 in Danzig, Freistaat Danzig; † 2021) war eine in der Bodenseeregion bekannte Künstlerin, die seit 1955 in Konstanz lebte und arbeitete.

## Leben und Wirken
Heidi Tübinger studierte 14 Semester bei Karel Hodr an der Konstanzer Kunstmaler-Akademie und an der Freien Kunstakademie Mühlhofen. Sie malt überwiegend Öl auf Leinwand. Die Motive sind Landschaften, Stillleben, Blumen und Porträts.
Vor ihrer Tätigkeit als Malerin war sie als Kauffrau viele Jahre Geschäftsführerin eines metallverarbeitenden Betriebs. Sie hat ein Atelier in Konstanz und ein zweites in Watterdingen mit großen Ausstellungsräumen.
Politisch betätigte sie sich im Konstanzer Stadtverband der CDU als Schatzmeisterin und Beisitzerin.

## Ausstellungen (Auswahl)
- 2014 Ausstellung im Schloss Blumenfeld[8]
- 2012 Städtische Galerie Villa Bosch, Radolfzell[9]
- 2010 Stadtsparkasse Konstanz[10]
- 2009 Ausstellung zum Sommerfest Watterdingen
- 2009 Museumsnacht Singen-Schaffhausen in Tengen-Watterdingen
- 2009 Konstanz: IBC-Kulturwoche
- 2008 Museumsnacht Singen-Schaffhausen in Tengen-Watterdingen
- 2008 Hotel Halm Konstanz
- 2008 Hotel Waldhaus Jakob
- 2007 Eröffnung des Ateliers Heidi Tübinger in Tengen-Watterdingen
- 2007 Kapuziner-Stube Engen
- 2006 WOBAK Konstanz, Bilder der letzten 5 Jahre
- 2005 O´Lac Konstanz
- 2005 Schloss Girsberg  bei Kreuzlingen[11]
- 2004 Parkhotel Konstanz
- 2003 OEC Konstanz
- 2001 "zwei Schwestern" Atelierausstellung
- 2001 Parkhotel Konstanz
- 2001 Rathausgalerie Konstanz
- 1999 Parkhotel Konstanz
- 1998 Volksbank Singen
- 1997 Rathausgalerie Konstanz
- 1997 OSMC Konstanz
- 1996 Galerie im Hus-Haus Konstanz
- 1994 Golf-Club Böblingen
- 1993 Volksbank Konstanz
- 1992 Allensbach

## Veröffentlichungen
Als Autorin veröffentlichte sie Beiträge in einem Kalender des Stadler-Verlags sowie in den Bodensee-Heften.